# Usmon Toshev
Usmon Qudratovich Toshev (Bukhara, 23 settembre 1965) è un dirigente sportivo, allenatore di calcio ed ex calciatore uzbeko, di ruolo centrocampista.

## Carriera

### Club
Toshev intraprese la carriera di calciatore, portando avanti gli studi fino a laurearsi nel 1987, a soli 22 anni, presso l'Università di Bukhara. Giocò per la squadra giovanile del Bukhara "Yoshkuch". Dal 1985 al 1987 vestì la maglia del Zarafshon, mentre nel 1988 venne acquistato dal Pakhtakor Tashkent. Dal 1989 al 1991 giocò nel Nurafshon Buxoro.
Nel 1992 militò nella squadra russa dell'Atommash Volgodonsk e, dopo essere ritornato per un breve periodo al Nurafshon Buxoro, approdò in Ungheria accasandosi al Szolnok.
Tornò al Buxoro nel 1994, collezionando 114 presenze in quattro anni con il club. Nel 1998 passò al club greco Keratsini, totalizzando in pochi mesi solamente 16 presenze ufficiali in campionato. Nel 1999 tornò nuovamente al Buxoro, prima di ritirarsi dalle attività agonistiche.

### Nazionale
Nel 1994 Toshev collezionò due presenze con la nazionale dell'Uzbekistan, in partite contro il Tagikistan e il Kirghizistan.

### Allenatore
Venne nominato tecnico del Buxoro nel 2000, mantenendo l'incarico fino al 2007. In parallelo, nel 2002 allenò una squadra locale di Bukhara aiutandola a vincere la medaglia d'oro alle Universiadi.
Nel 2006 venne designato come nuovo assistente tecnico sulla panchina della nazionale uzbeka. Tuttavia, dopo pochi mesi lasciò l'incarico, assumendone uno nuovo nel 2008 sulla panchina del Nasaf Qarshi. Nel 2009 divenne il nuovo tecnico dello Shortan Guzor, militante nella O'zbekiston Pro ligasi. Ad inizio gennaio 2011 tornò al Nasaf Qarshi sottoscrivendo un contratto biennale.
Nel 2014, dopo due anni di inattività, riprese ad allenare, andando ad allenare il club afghano De Maiwand Atalan, militante nella Premier League afghana.
Nel 2017 tornò in Uzbekistan, approdando sulla panchina dell'Andijan che, sotto la sua gestione, riuscì a piazzarsi al terzo posto in campionato.
Nel 2018 guidò per poco tempo la nazionale Under-17 dell'Uzbekistan, con la quale vinse il torneo giovanile della CAFA. Nella seconda metà del 2018 tornò in Afghanistan sulla panchina del Toofaan Harirod, con il quale vinse la Premier League afghana 2018.
Il 15 novembre 2018, Toshev fu nominato commissario tecnico della nazionale Under-23 del Tagikistan e diversi giorni dopo, parallelamente a questo incarico, fu scelto come selezionatore della nazionale maggiore. Il 18 giugno 2021 Toshev annunciò le proprie dimissioni.

## Palmarès

### Allenatore

#### Competizioni internazionali
- Coppa dell'AFC: 1

Nasaf Qarshi: 2011